# Кичукиро
Кичукиро (руанда , фр. и англ. Kicukiro) — один из трёх районов провинции Кигали Руанды, расположенный на юго-востоке города Кигали. Кичукиро является местом для процветающего рынка, ряда НПО (неправительственных организаций) и пивоварни Bralirwa. Кроме того, здесь находится штаб-квартира Церкви друзей в Руанде. В районе Кичукиро также есть два крупных мемориальных центра, связанных с геноцидом в Руанде. Это мемориал геноцида Реберо, где похоронены 14,4 тыс. и мемориал геноцида в Ньянзе, где 5 тыс. человек были убиты после того, как бельгийские солдаты из миротворческих сил ООН покинули страну.

## Население
В ходе 4-й переписи населения, в районе Кичукиро проживало 318 564 человека, что составляет 28,4 % от общей численности населения города Кигали. Население района Кичукиро преимущественно мужское: 163 445 мужчин, что составляет 51,3 % от общей численности. Женщины преобладают в секторах Масака (50,6 %) и Гаханга (50,2 %). Гатенга, Каномбе, Кигарама, Ньяругунга и Масака являются самыми густонаселенными секторами с населением более 39 тысяч человек в каждом. Кагарама и Гикондо являются последними населёнными секторами (14 385 и 17 146 жителей). Каждый из них составляет 4,5 % от общего числа постоянного населения района.

Карта районов Кичукиро

## Образование
Образование в Кичукиро, как и в целом в Руандe, является важным аспектом, и власти прикладывают усилия для улучшения образовательной инфраструктуры и качества обучения.
Дошкольное образование
В районе есть несколько детских садов, которые предлагают программы для детей до достижения школьного возраста.
Начальное образование
В Кичукиро находится множество начальных школ (как государственных, так и частных), где дети получают базовое образование.
Старшая школа
Район также имеет несколько средних школ, где ученики могут продолжить получение образования.
Власти стремятся повышать квалификацию учителей через различные курсы и тренинги, чтобы обеспечить качественное образовательное содержание.
Правительство Руанды также внедряет программы, чтобы повысить доступность и качество образования, включая финансирование школьного строительства и обучения.

### Технологический колледж Кичукиро
Технологический колледж Кичукиро является одним из двух технологических колледжей в Руанде. Колледж открылся в октябре 2008 года.

### Интегрированный политехнический региональный центр (IPRC)
IPRC был учрежден правительством Руанды в 2008 году. Основной задачей колледжа являлось развитие и предоставление профессионально-технического образования на уровне диплома (А1). 
В июле 2008 Правительство Руанды приняло решение об интеграции технического и профессионального образования в интегрированную систему. 
В настоящее время колледж является одним из двух существующих и функционирующих Интегрированных политехнических региональных центров в стране. 

## Транспорт

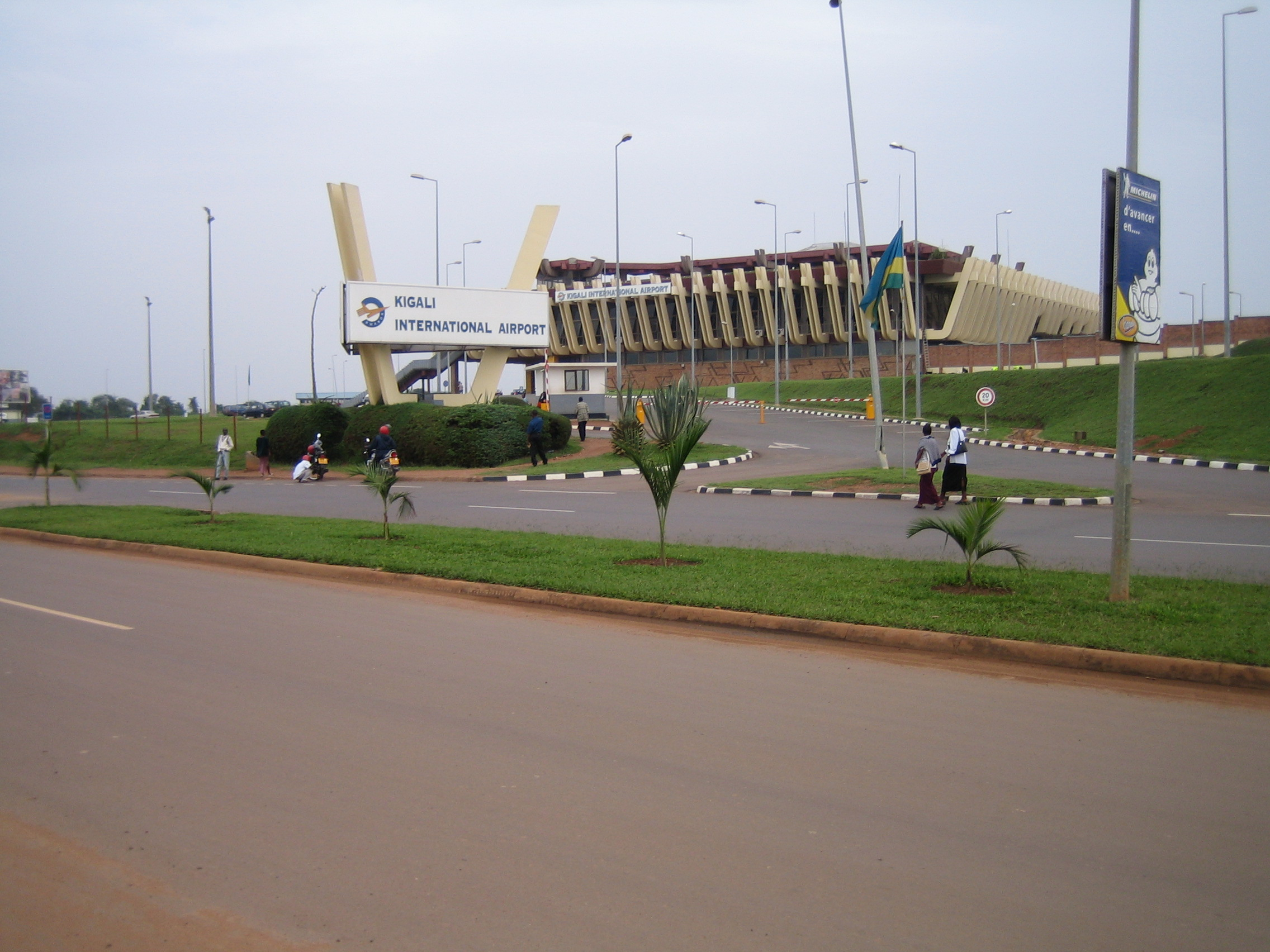
Аэропорт Кигали

В районе находится главный аэропорт Руанды, аэропорт Кигали.

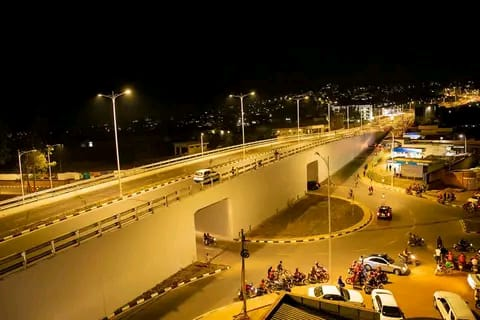
Дорога ведущая в город

Кичукиро хорошо связан с другими районами Кигали. Общественный транспорт, включая автобусы и мото-такси, активно используется для перемещения по городу.